# 雷燕琴
雷燕琴（1979年10月—），江西贵溪人，畲族，中国共产党党员。中华人民共和国政治人物、第十三届全国人民代表大会江西省代表。

## 生平
2018年，雷燕琴被选为江西省出席第十三届全国人民代表大会代表。